# Михаел Грегорич
Михаел Грегорич (Грац, 18. април 1994) је аустријски фудбалер и репрезентативац. 
Од 2022. године игра за Фрајбург, наступа и за репрезентацију Аустрије. Постигао је гол на Европском првенству 2020. против Северне Македоније (победа 3:1) и на Европском првенству 2024. у осмини финала против Турске (пораз 1:2). Син је некадашњег аустријског фудбалера Вернера Грегорича. 